# 尚布里 (埃纳省)
尚布里（法語：Chambry，法語發音：[ʃɑ̃bʁi] ⓘ）是法国埃纳省的一个市镇，位于该省中部，属于拉昂区和拉昂地区城市圈公共社区，其市镇面积为8.89平方公里，2022年1月1日时人口数量为831人。
尚布里是拉昂地区城市圈公共社区的组成部分，位于拉昂市区东北部，也是拉昂城市核心区的一部分。

## 行政
尚布里的邮政编码为02000，INSEE市镇编码为02157。

## 地理

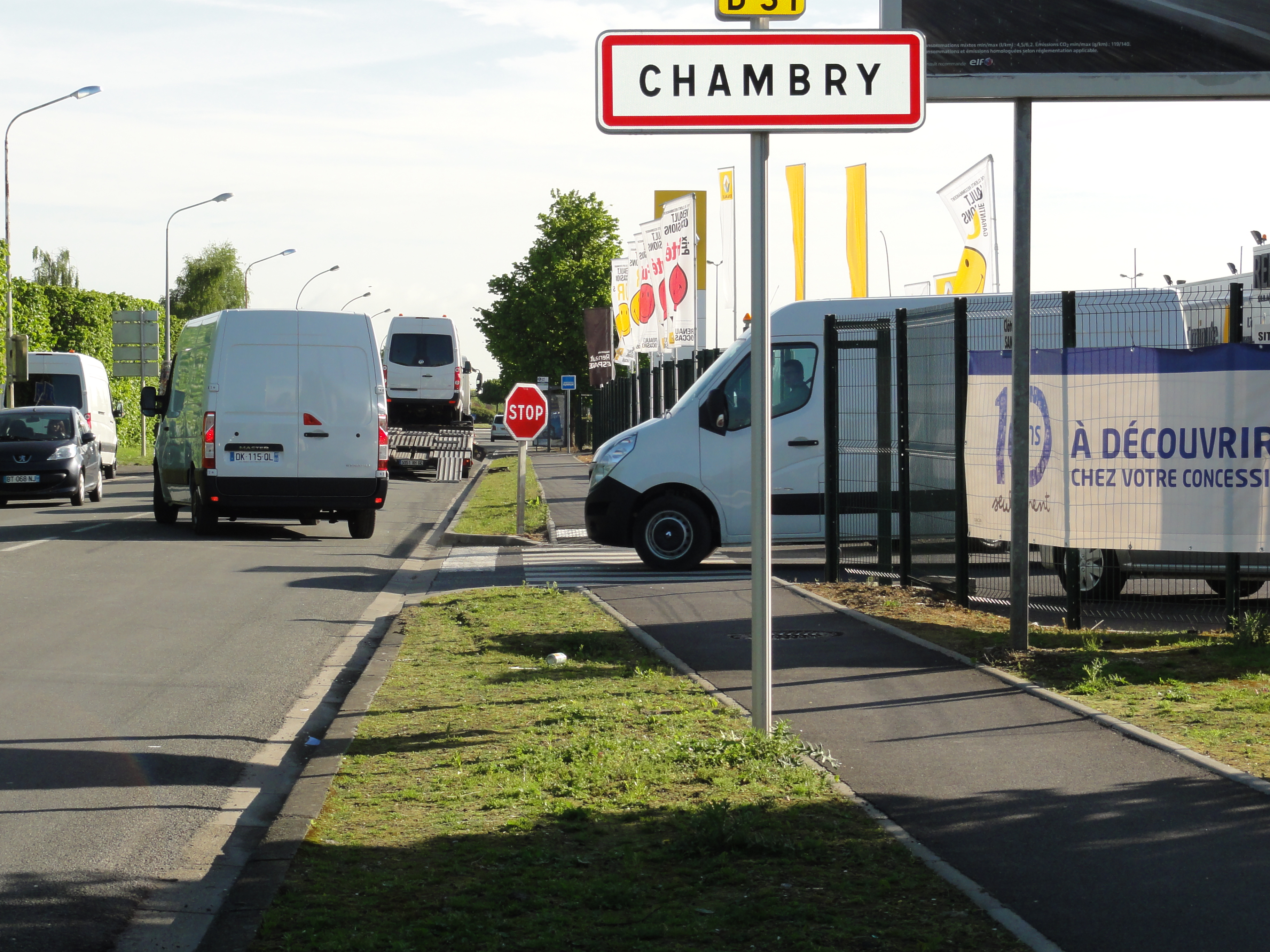
尚布里入城路牌

尚布里（49°35'29"N, 3°39'19"E）位于法国北部，上法兰西大区东南部和埃纳省中部。
与尚布里接壤的市镇包括：阿蒂苏拉昂、巴朗通比尼、拉昂、萨穆西。
巴朗通溪（ruisseau de Barenton）流经境内，属于塞纳河流域。境内以平原和浅丘为主，镇中心地势平坦。
按照柯本气候分类法，尚布里属于温带海洋性气候，全年温差较小，降水分布均匀，冬季偶尔受大陆气团影响。

## 历史
尚布里历史上长期为一普通村落，中世纪出现教堂，法国大革命后成为一个市镇。

## 交通
法国A26高速公路和国道N2线在尚布里附近交汇，此外埃纳省省道D51线经过尚布里境内。拉昂城市公共交通的多条线路经过尚布里境内。

## 政治
现任尚布里市长为奥利维耶·若索先生（Olivier Josseaux），他是法国共产党的一名成员。

## 人口
| 年份   | 1936 | 1946 | 1954 | 1962 | 1968 | 1975 | 1982 | 1990 | 1999 | 2005 | 2010 | 2015 | 2017 |
| ------ | ---- | ---- | ---- | ---- | ---- | ---- | ---- | ---- | ---- | ---- | ---- | ---- | ---- |
| 人口數 | 430  | 420  | 397  | 415  | 406  | 534  | 749  | 709  | 785  | 781  | 718  | 831  | 848  |

## 社会
尚布里足球俱乐部（Chambry Foot）是当地的一支足球队，2020至2021赛季参加省级足球联赛。

## 景观

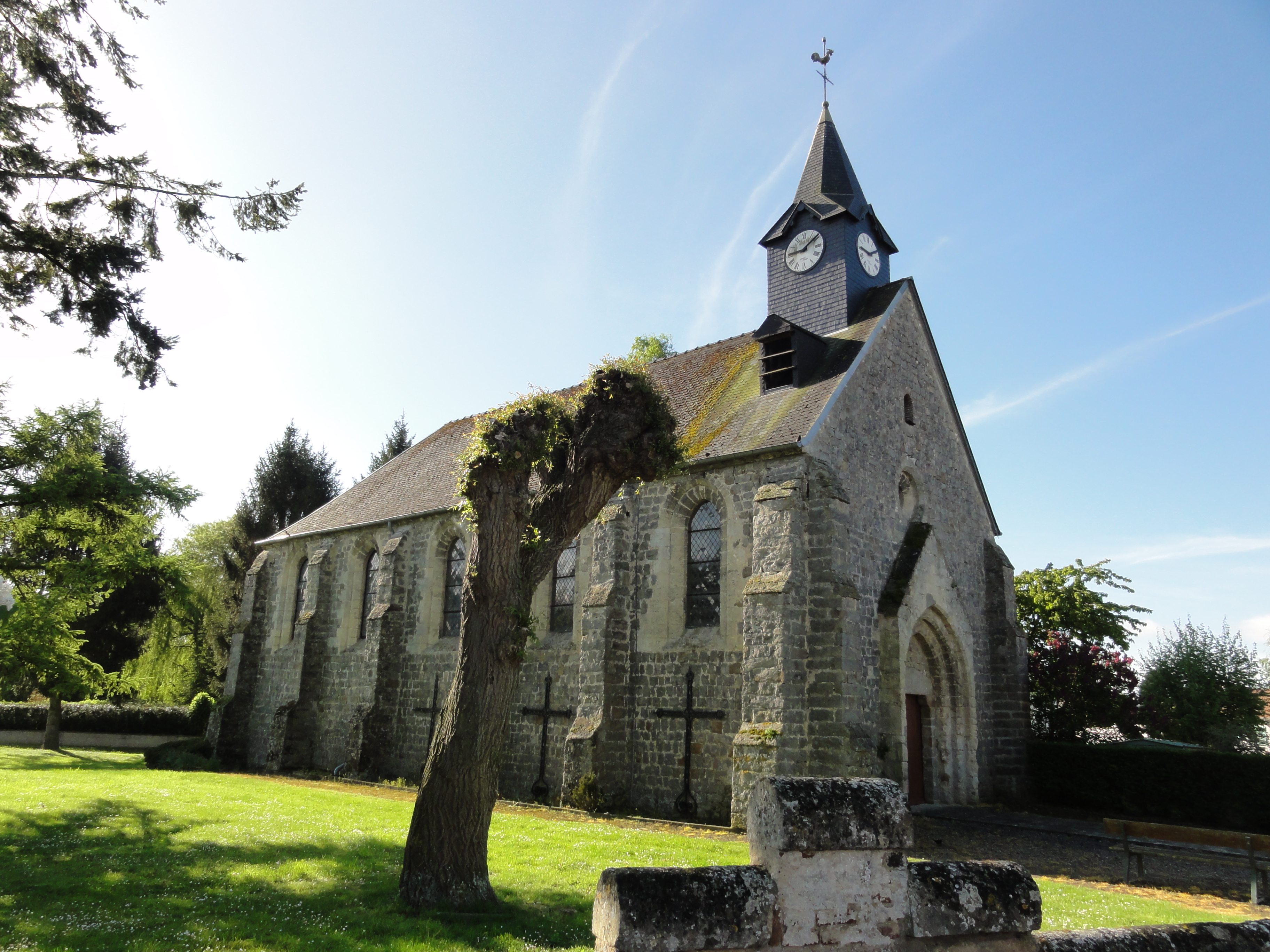
圣埃卢瓦教堂

尚布里圣埃卢瓦教堂（Église Saint-Éloi de Chambry）是当地的主要的历史建筑。